# Loxosceles tenango
Loxosceles tenango là một loài nhện trong họ Sicariidae.
Loài này thuộc chi Loxosceles. Loxosceles tenango được miêu tả năm 1973 bởi Gertsch.